# Will Hubbard
Will Hubbard (ur. 25 lutego 1895 w Todmorden, zm. 1 lutego 1969 w Melbourne) – brytyjski asów myśliwskich okresu I wojny światowej. Odniósł 10 zwycięstw powietrznych.
Will Hubbard był synem Williama Hubbarda, urodził się w rodzinnym pubie the Rope and Anchor Inn w Todmorden, West Yorkshire.  W 1914 roku służył w Warwickshire Yeomanry, jednostce kawalerii. Przed rozpoczęciem służby w Royal Flying Corps służył w Royal Naval Motor Squadron. Karierę pilota rozpoczął na początku 1918 roku. Po przejściu szkolenia z pilotażu został skierowany do No. 3 Squadron RAF. Pierwsze zwycięstwo powietrzne odniósł 2 maja 1918 roku na samolocie Sopwith Camel w okolicach Arras. Kolejne dwa zwycięstwa odniósł 14 maja w okolicach Vaux.  Piąte dające mu tytuł asa myśliwskiego odniósł 9 czerwca nad niemieckim samolotem Albatros C. Zwycięstwo to odniósł razem z innymi asami swojej jednostki: Douglasem Bellem i Lloydem Hamiltonem.
26 sierpnia 1918 roku po zestrzeleniu 7 samolotu wroga, samolot Hubbarda uległ awarii, silnik odmówił posłuszeństwa. Hubbard wylądował na ziemi niczyjej, jednak pomimo obstrzału udało mu się wystartować i przelecieć na swoją stronę.
Ostatnie dziesiąte zwycięstwo odniósł 29 października 1918 roku. Hubbard zestrzelił niemieckiego Fokkera D.VII. W tym też miesiącu został mianowany kapitanem.
Poz zakończeniu wojny pracował w General Motors w Melbourne. W czasie II wojny światowej służył w Royal Australian Air Force. Zginął w wypadku samochodowym w 1969 roku.